# Sisko Istanmäki
Aino Sisko Istanmäki (* 16. November 1927 in Laihia, Finnland) ist eine finnische Schriftstellerin.

## Leben
Aino Sisko Istanmäki wurde 1971 mit dem finnischen Literaturstaatspreis ausgezeichnet. Ihr bekanntester Roman wurde 1995 mit Liian paksu perhoseksi veröffentlicht. Ein Jahr später erhielt sie dafür die Danke-für-das-Buch-Medaille. Unter der Regie von Heidi Köngäs wurde das Buch verfilmt und 1998 unter dem gleichnamigen Titel im finnischen Fernsehen ausgestrahlt. Eine deutsche Ausstrahlung erfolgte unter dem deutschen Titel Nicht gerade ein Schmetterling, wobei die TV Spielfilm den Film als „Wunderbar lakonisch, einfach liebenswert“ bezeichnete.

## Werke (Auswahl)
- Helmi Vilponen ruusutarhassa (1969)
- Väki ja valta (1971)
- Niin paljon parempi mies (1991)
- Liian paksu perhoseksi (1995)
- Viimeiset mitalit (1997)
- Peili (2000)
- Sisarteni elämät (2004)
- Yöntähti (2008)